# Rhynobrissus placopetalus
Rhynobrissus placopetalus is een zee-egel uit de familie Brissidae.
De wetenschappelijke naam van de soort werd in 1907 gepubliceerd door Alexander Agassiz & Hubert Lyman Clark.